# Usko Meriläinen

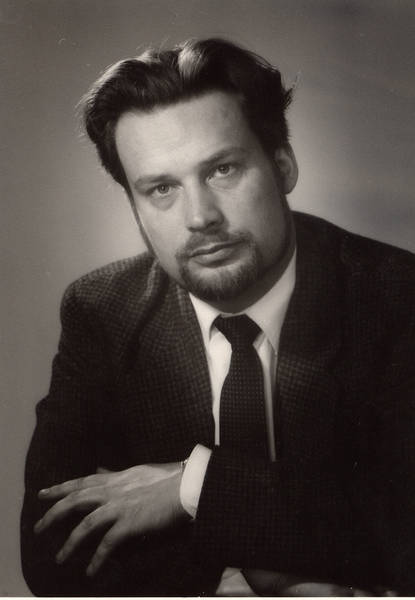
Usko Meriläinen, 1960er-Jahre

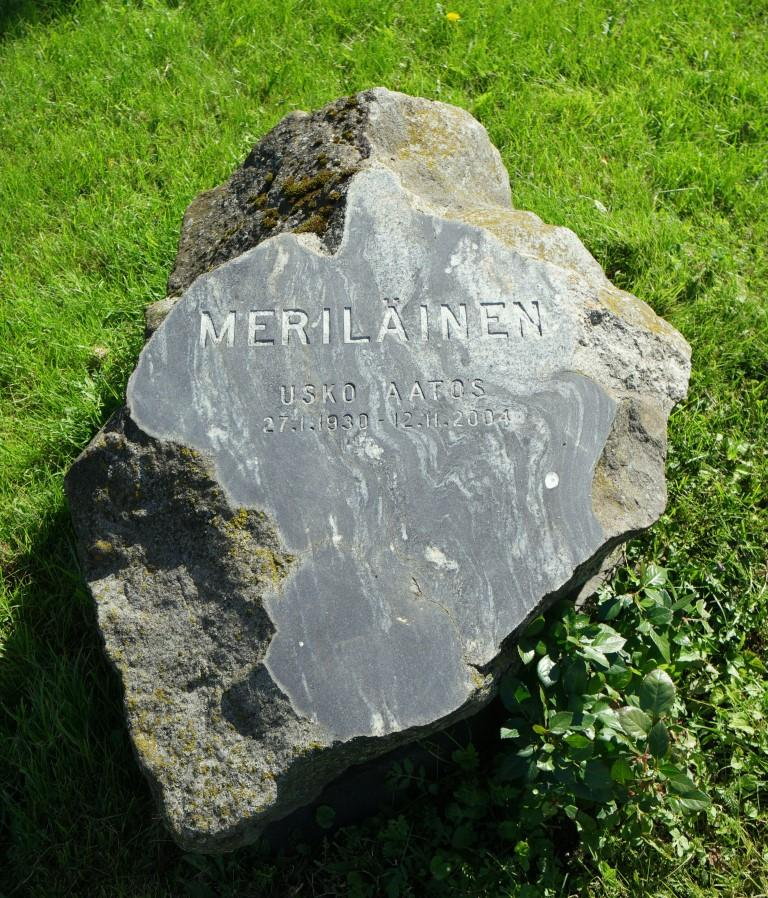
Grab von Usko Meriläinen auf dem Friedhof Hietaniemi in Helsinki

Usko Aatos Meriläinen (* 30. Januar 1930 in Tampere; † 12. November 2004 ebenda) war ein finnischer Komponist und Dirigent der Moderne. 
Meriläinen gilt als bedeutender Vertreter der finnischen Nachkriegsmoderne. In den 1970er Jahren experimentierte er mit elektronischer Musik. Ausgangspunkt für seine Experimente war nach seinen eigenen Angaben das Ballettstück Sacre du Printemps von Igor Strawinsky. Von Meriläinen erschienen große Orchesterwerke, Kammermusik und Kompositionen vor allem für Klavier und für Violine. Seine Werke sind dem Neoklassizismus, der Zwölftonmusik und dem Post-Serialismus zuzuordnen.
Von 1954 bis 1956 leitete Meriläinen den Chor der Finnischen Oper und von 1956 bis 1957 das Kuopio Symphonieorchester. Im Jahr 1986 hat er das Avantgardemusik-Festival Tampere Biennale gegründet, dessen Leitung er bis ins Jahr 2000 innehatte.
1965 wurde er mit dem Wihuri-Sibelius-Preis ausgezeichnet.